# 陈掖贤
陈掖贤（1929年1月30日—1982年8月15日），小名宁儿，是中国抗日烈士赵一曼的儿子。

## 生平
1929年1月30日，陈掖贤在宜昌出生。由于赵一曼在列宁的故乡怀孕，赵一曼的字为淑宁，因此取乳名为“宁儿”，以祈“安宁无事”。在两岁时，他的大伯陈岳云为他取名陈掖贤。
1930年在赵一曼去东北之前，把他寄养在陈岳云家。1955年，陈掖贤从中国人民大学毕业，分配到北京工业学院任教。当政府通知他去领赵一曼的抚恤金时，他拒绝了。1960年，当家乡不断传来饿死人的消息时，陈掖贤终于忍不住，提笔给毛泽东写信，写了饿死人的事情和党在大跃进时期所做出的一些失误决定；还把人民生活艰苦的情况以《忆秦娥》词牌填词给毛泽东。因为住在中南海，陈掖贤找人直接送给了毛泽东。毛泽东看后，十分震怒。但得知写信人是赵一曼的儿子，他没有追究。
后来陈掖贤被分配到机电研究院六机床厂工作。文革中，当父亲陈达邦被康生等人诬陷打倒时，陈掖贤百思不得其解，多次提笔向康生和中央文革小组写信，为父亲申辩。因为对文革和康生等人不满，加之在信中提及天安门为什么只挂毛主席像等问题，陈掖贤一夜之间被打成“现行反革命”。他翻墙而逃，在京城远郊荒野躲了10天，饥饿和思念女儿使他回到单位，随后在牛棚里隔离审查。
1982年8月15日，陈掖贤自缢身亡。

## 参看
- 赵一曼